# Parahydractinia sanshaensis
Parahydractinia sanshaensis is een hydroïdpoliep uit de familie Hydractiniidae. De poliep komt uit het geslacht Parahydractinia. Parahydractinia sanshaensis werd in 2006 voor het eerst wetenschappelijk beschreven door Xu & Huang. 